# Bartholomeus van Bassen
Bartholomeus Corneliszoon van Bassen (Anvers, 1590 – la Haia, 28 de novembre de 1652) va ser un pintor i arquitecte neerlandès de la denominada Edat d'Or neerlandesa.

## Biografia

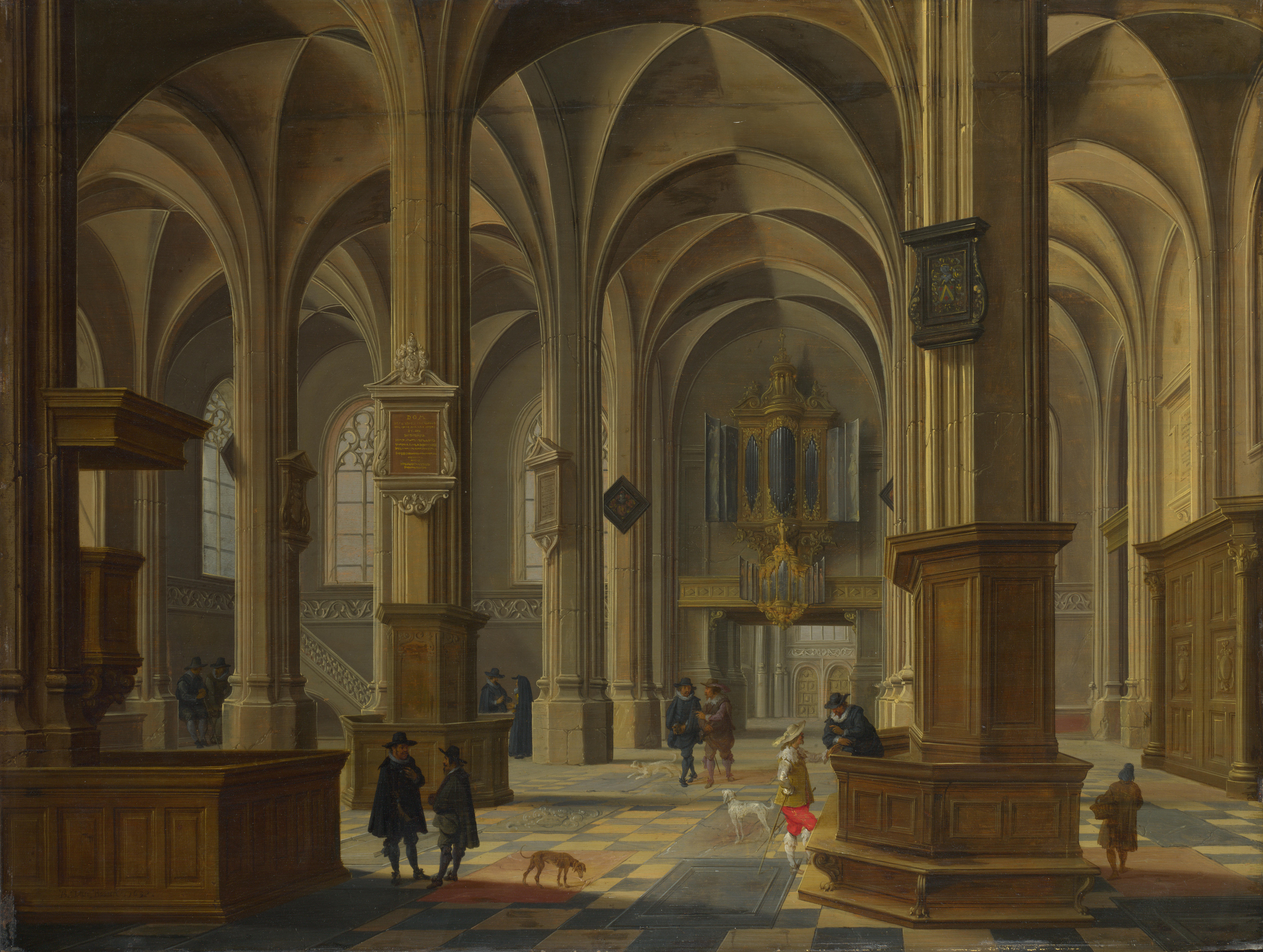
Interior del Cunerakerk Rhenen.

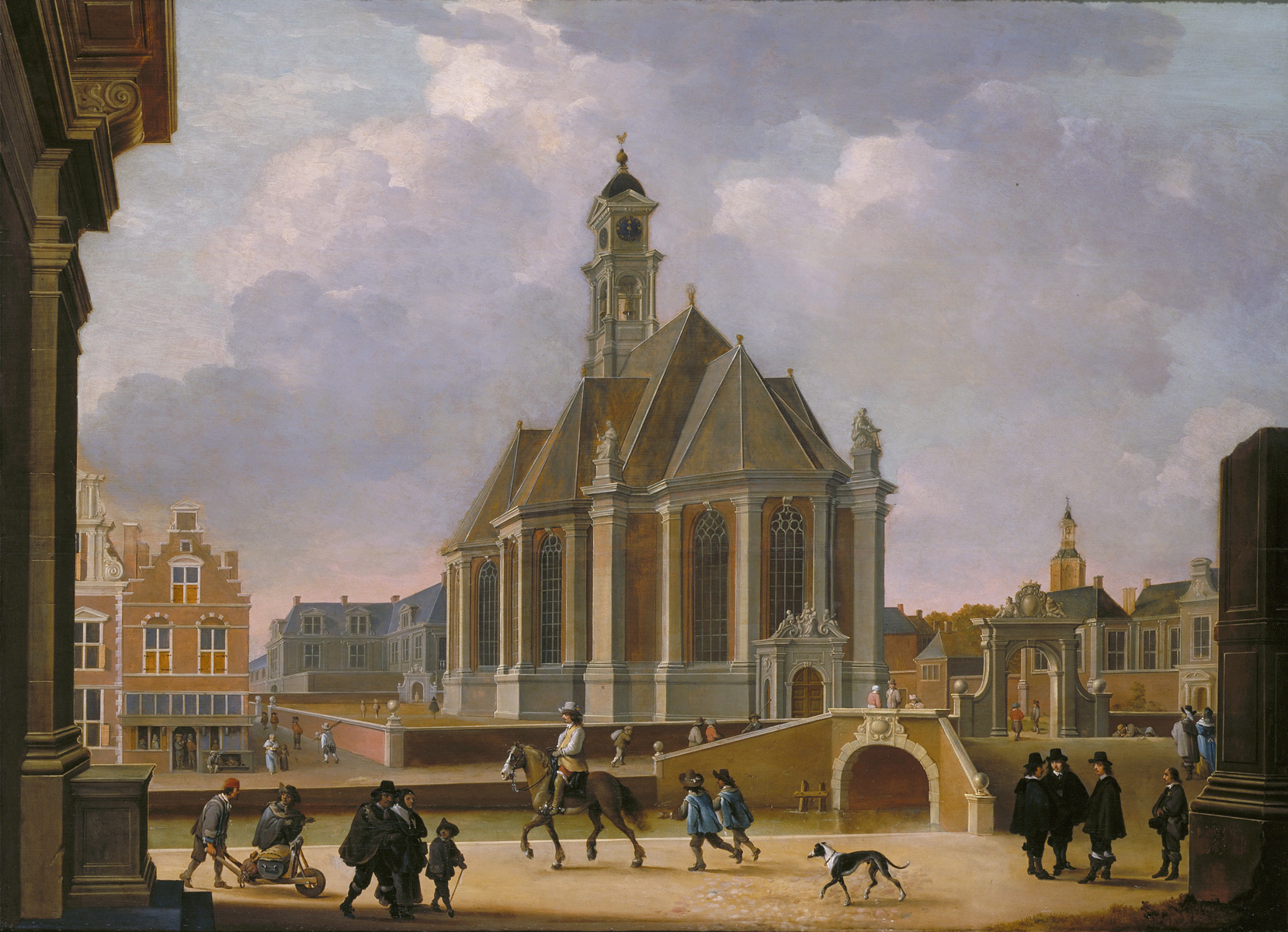
Nova església en el Spui, vista des de l'est (la Haia).

Van Bassen era el fill il·legítim de Cornelis van Bassen i net de Bartholt Ernst van Bassen, que van viure i van morir a la Haia. Es coneixen poques dades dels primers anys de la seva vida, però segons el Rijksbureau voor Kunsthistorische Documentatie (Institut Holandès d'Història de l'Art), el 1613, es va convertir en membre del Gremi de Sant Lucas de Delft. El 1622 es va traslladar a la Haia, on es va convertir en membre del gremi de Sant Lucas de la Haia dos anys més tard i on va ser nomenat degà el 1627 i cap el 1636 i el1640. És reconegut per les seves pintures arquitectòniques, de vegades amb staffage (figures humanes o d'animals) realitzats pels pintors Anthonie Palamedesz, Esaias van de Velde i Jan Martszen de Jonge.
En 1638, es va convertir en l'arquitecte de la ciutat de la Haia. Va treballar en el palau d'estiu Fugiu Honselaarsdijk de Federic Enric d'Orange-Nassau (príncep d'Orange) que seria derrocat després d'haver estat utilitzat com a hospital militar durant la Guerra de 1812), en la restauració de l'Ajuntament i des de 1649 d'ara endavant va col·laborar en la realització del Nieuwe Kerk.
Van Bassen també va executar una sèrie de projectes arquitectònics al llarg del país. El seu edifici més important va ser "Het Koningshuis", el palau d'estiu de Federic V del Palatinado, denominat "rei de Bohèmia". El seu palau d'estiu estava a la ciutat de Rhenen, prop de Utrecht, i es va construir per Bassen entre 1629-1631. Aquest palau, com Honselaarsdijk, va ser també utilitzat com a hospital militar durant la guerra de 1812 i demolit poc després.

Els seus principals deixebles van ser Gerard Houckgeest i Jan van der Vught. Va morir a la Haia .

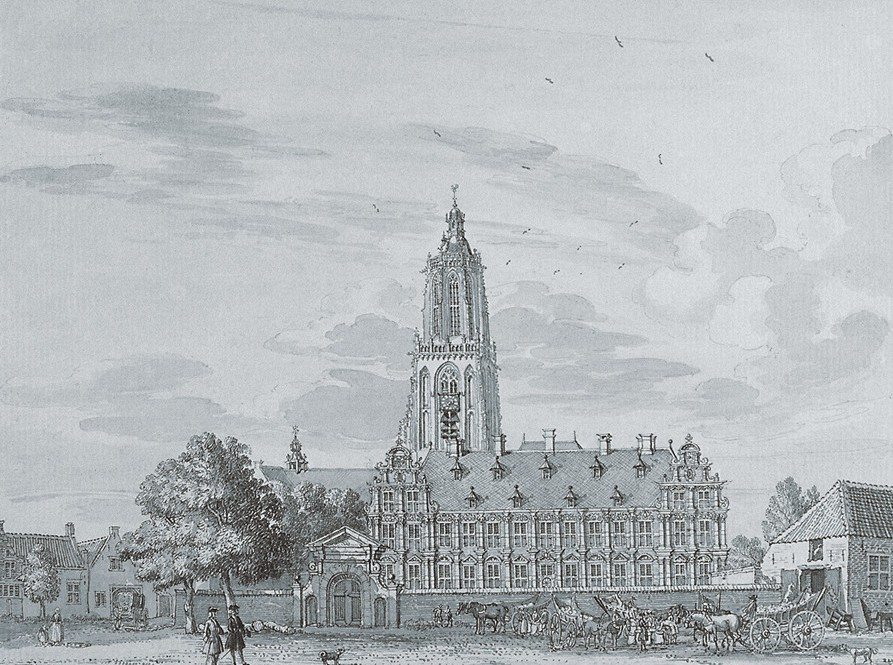
Palau d'estiu de Frederick V en Rhenen, amb la torre de Cunera al fons, realitzat per Jan de Beijer, 1745
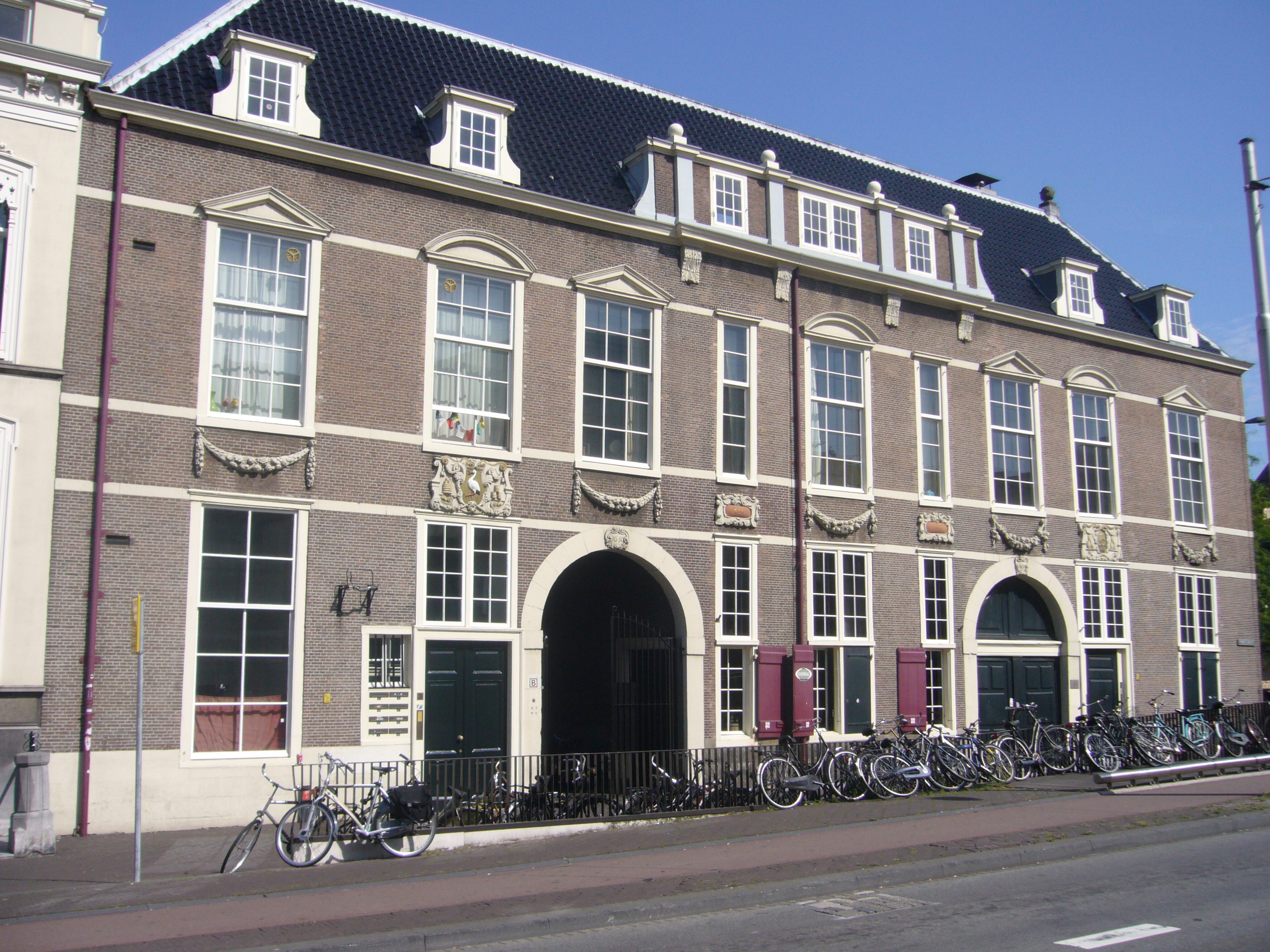
Boterwaag.